# First-Pass-Effekt
Der First-Pass-Effekt beschreibt die Umwandlung eines Arzneistoffes während dessen erster Passage (engl. first pass) durch die Leber. Durch die dabei stattfindende biochemische Umwandlung (Metabolisierung) kann ein wirksamer oder unwirksamer Metabolit entstehen. Manche Wirkstoffe erhalten erst durch die Leberpassage ihre Wirksamkeit, andere werden zu einem gewissen Grad dadurch inaktiviert. Von Relevanz ist dieser Effekt für die betreffenden Arzneistoffe, wenn sie in sogenannten peroralen Arzneiformen verabreicht werden. Dies sind alle Arzneiformen, die geschluckt werden, beispielsweise Tabletten, Kapseln, Dragées und zum Trinken vorgesehene Lösungen.
Ein Phänomen mit gegenteiliger Wirkung auf die Bioverfügbarkeit ist der enterohepatische Kreislauf bestimmter Arzneistoffe und anderer Substanzen.

## Prinzip
Arzneistoffe, die peroral eingenommen werden, gelangen nach der Einnahme zunächst in den Magen und anschließend in den Dünndarm. In beiden Organen können sie resorbiert werden und so in den Blutkreislauf gelangen. Da Magen und Dünndarm an das Pfortadersystem (Vena portae hepatis) angeschlossen sind, kommen sie zunächst in die Leber, bevor sie nach der Leberpassage mit dem Blutstrom im weiteren Körper verteilt werden und so ihre Wirkorte erreichen können. In den Zellen des Darmes und der Leber unterliegen diese Stoffe biochemischen Reaktionen, bei denen sie durch Enzyme sowohl gespalten als auch mit bestimmten chemischen Gruppen versehen werden können. Diese Reaktionen werden auch als Metabolisierung bezeichnet, die Reaktionsprodukte heißen Metabolite. Ziel dieser Reaktionen ist es, die Arzneistoffe, die für den Körper Fremdstoffe sind, zu inaktivieren und ihre Wasserlöslichkeit (Hydrophilie) zu erhöhen, um ihre Ausscheidung zu verbessern und zu beschleunigen. Ein ausgeprägter First-Pass-Effekt führt also dazu, dass ein betroffener Arzneistoff noch vor Erreichen seines Wirkorts zu einem großen Teil metabolisiert oder ausgeschieden wird.
Das Rektum ist dagegen nicht gänzlich an das Pfortadersystem angeschlossen. Es ist von einem als Plexus venosus rectalis bezeichneten Venengeflecht umgeben, das Abflüsse sowohl in das Pfortader- als auch in das Hohlvenensystem besitzt. Bei einer rektalen Wirkstoffgabe, beispielsweise über ein Suppositorium (Zäpfchen), kann der First-Pass-Effekt somit teilweise umgangen werden.

## Bedeutung
Bei Arzneistoffen mit einem ausgeprägten First-Pass-Effekt sinkt ihre Bioverfügbarkeit und damit meist ihre Wirkung, da durch die Metabolisierung und Ausscheidung ein großer Teil des aufgenommenen Wirkstoffes den Wirkort nicht erreicht. Möglich ist allerdings auch, dass die bei der Leberpassage entstehenden Metabolite ebenfalls eine Wirkung im Körper aufweisen. Wenn dieser Effekt gewünscht wird, so spricht man beim eigentlichen Arzneistoff von einem sogenannten Prodrug, also einer Vorstufe zum eigentlich wirksamen Metaboliten. Häufiger sind allerdings unerwünschte Wirkungen durch die Metabolite eines Arzneistoffes.
Der First-Pass-Effekt kann zu individuellen Unterschieden der Bioverfügbarkeit beitragen, abhängig vom Wirkstoff, oder erst nach längerer regelmäßiger Einnahme auftreten. Letzteres ist der Fall, wenn durch die regelmäßige Einnahme eine verstärkte Bildung der entsprechenden Enzyme in der Leber angeregt wird. Dies wird als Enzyminduktion bezeichnet. Dadurch sinkt die Wirkung des betreffenden Arzneistoffes bei längerfristiger Einnahme. Der First-Pass-Effekt kann auch erwünscht sein, wenn bei örtlicher Anwendung eines Arzneimittels nach dessen Resorption Wirkung und Nebenwirkungen auf den Gesamtorganismus stark vermindert werden. Ein typisches Beispiel dafür ist die Inhalation des Glukokortikoids Budesonid.

## Therapeutische Aspekte
Es gibt im Wesentlichen zwei Möglichkeiten, den First-Pass-Effekt im Rahmen der therapeutischen Anwendung eines Medikaments zu berücksichtigen, wenn er für die Wirkung negative Folgen hat. Falls es durch den First-Pass-Effekt lediglich zu einer Inaktivierung und Ausscheidung des betreffenden Arzneistoffs kommt, kann dies durch eine Erhöhung der Dosierung ausgeglichen werden. Dies ist möglich, da enzymatische Prozesse und proteinvermittelte Transportvorgänge absättigbar sind. Das bedeutet, dass der First-Pass-Effekt meist dosisabhängig ist. Sind ab einer bestimmten Konzentration alle wirkstoffeliminierenden Systeme abgesättigt, so kommt es zu einem deutlichen Anstieg der systemisch zur Verfügung stehenden Wirkstoffmenge. Die Dosis, bei der dies der Fall ist, wird als Durchbruchdosis bezeichnet. Eine Überschreitung der Metabolisierungskapazität der Leber kann allerdings negative Wirkungen im Körper zur Folge haben, so dass einer Erhöhung der Dosis Grenzen gesetzt sind. 
Darüber hinaus ist eine Dosiserhöhung nicht möglich bei Substanzen, bei denen der First-Pass-Effekt zu unerwünschten Nebenwirkungen durch die entstehenden Metabolite führt. In diesen Fällen besteht unter Umständen die Möglichkeit, für den gleichen Arzneistoff eine Arzneiform ohne Magen-Darm-Passage, das heißt eine parenterale Administration zu wählen, beispielsweise eine Sublingualtablette, ein Suppositorium (Zäpfchen), ein transdermales Pflaster oder eine intravenöse, intraperitoneale, subkutane oder intramuskuläre Injektion.